# Mode under 1880-talet

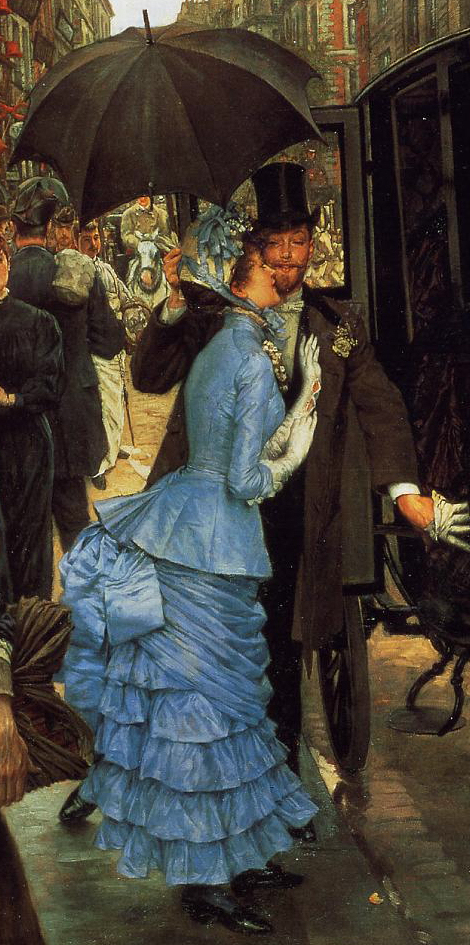
Tissot Bridesmaid Detail

Mode under 1880-talet syftar på modet under perioden mellan 1880 och 1890. Under denna tid var mode inte längre ett västerländskt fenomen utan började följas även av vissa delar av världen utanför västvärlden, så som Japan och Kina. Modet dikterades dock fortfarande av Europas modeindustri. 

## Dammode
Under denna tidsperiod började även damkläder tillverkas inom konfektionsindustrin. Konfektionskläder fick låg status och ansågs ha dålig passform, men de följde rådande modetrender och gjorde modekläder mer tillgängliga för kvinnor som inte tillhörde överklassen. 
Samtidigt började överklasskvinnor under 1880- och 90-talen att bära sportkläder, och dessa kunde till skillnad från modekläderna lättare tillverkas inom konfektionen. Det var också nu konfektionssydda modekläder började bli tillgängliga för konsumenter genom postorderkataloger, avsedda för kunder som bodde på landsbygden långt från de varuhus som uppstått i städerna.
Under denna period tog dräktreformrörelsen fart på allvar i Västvärlden, och i Storbritannien uppkom dessutom Artistic Dressrörelsen, som i reaktion mot det onaturliga och ohälsosamma modet ville omdefiniera det naturliga som vackert och det onaturliga som fult, och göra kläderna mer bekväma och hälsosamma för kvinnor. Ett exempel på Artistic Dress var den så kallade Tea gown, en löst sittande klänning som blev populär som alternativt hemmaplagg, men som länge var oacceptabel att bära utanför hemmet.  

### Klädedräkt
Den snäva prinsesskärningen och "natural form"-modet avlöstes 1882 av turnyrens återkomst, ett mode som varade resten av årtiondet. 
1880-talets turnyr var betydligt större än 1870-talets. 
Det var återigen populärt att bära en polonäs med en överkjol upplyft över turnyren på baksidan så den bildade ett förkläde på framsidan, men denna gång bars den inte med släp. En typisk detalj var en övre kjol som draperades upp över en slät undre kjol, gärna i brokad; draperingar förekom men var inte ett fokus för modet, och kjolen låg slätare över turnyren. Kjolarna var kortare och visade gärna fötterna, särskilt vardagsplaggen. 
En annan skillnad från 1870-talet var att 1880-talet hade en lågt sittande naturlig midja, medan 1870-talet hade en hög midja. Livet var höghalsat och knäpptes gärna ända upp till hakan, med långa snäva ärmar. Till aftonklädsel var livet som tidigare djupt urringat och med ärmar som knappt täckte axeln. Som motvikt till den obetydliga ärmen bars gärna handskar som räckte upp över armbågen. 
Midjan var mycket hårt korsetterad under denna period och livet gick långt ned, något som skapade en skarp kontrast mot den stora turnyren över stussen och den utpuffade bysten på framsidan, och gav ett kurvigt helhetsintryck. Överdelen bars gärna knäppt i rader med knappar på framsidan, men kunde också dekoreras med hängselrevärer, och en imitation av en jacka, kallad basque, var populär som överdel. 
Medan 1870-talet hade inspirerats av rokokon, inspirerades 1880-talet snarare av renässansen. Färgskalan var annorlunda och dominerades mer av starka och mörka färger än av pasteller. 

### Hår och huvudbonad
Frisyren var liten och bars tillbakakammad och helt uppsatt på bakhuvudet, gärna med lugg på framsidan, utan något nedhängande hår. Den lilla kapotthatten som knöts under hakan användes fortfarande, men det blev också modernt med höga hattar med hög kulle och smala skärmar, gärna dekorerade med stela dekorationer och raka fjädrar som byggde på höjden. Till aftonklädsel kunde en plym eller annan dekoration sättas fast i den diskreta uppsättningen. De accessoarer som var på modet inkluderade solfjädern och det spetsbesatta parasollet. 

### Bildgalleri

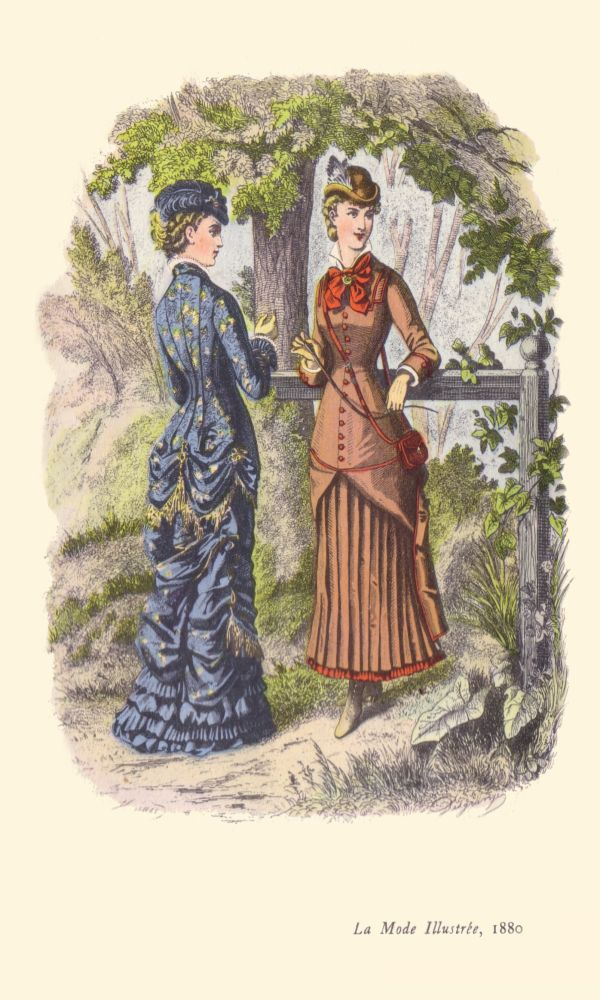
Fashion Plate 1880 Outdoors
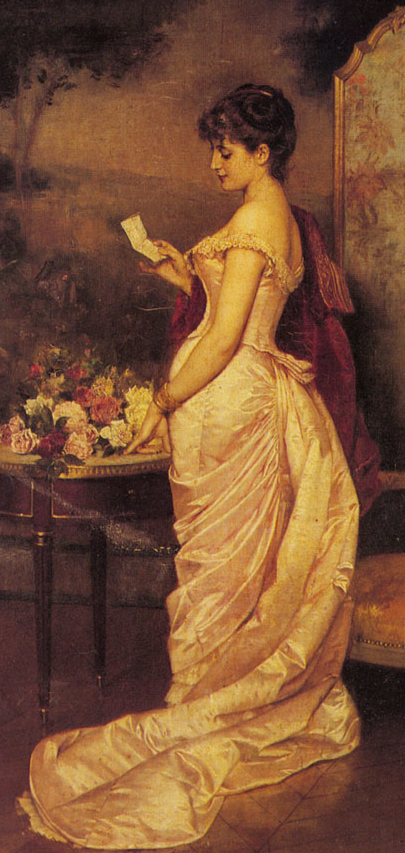
Toulmouche Love Letter Detail
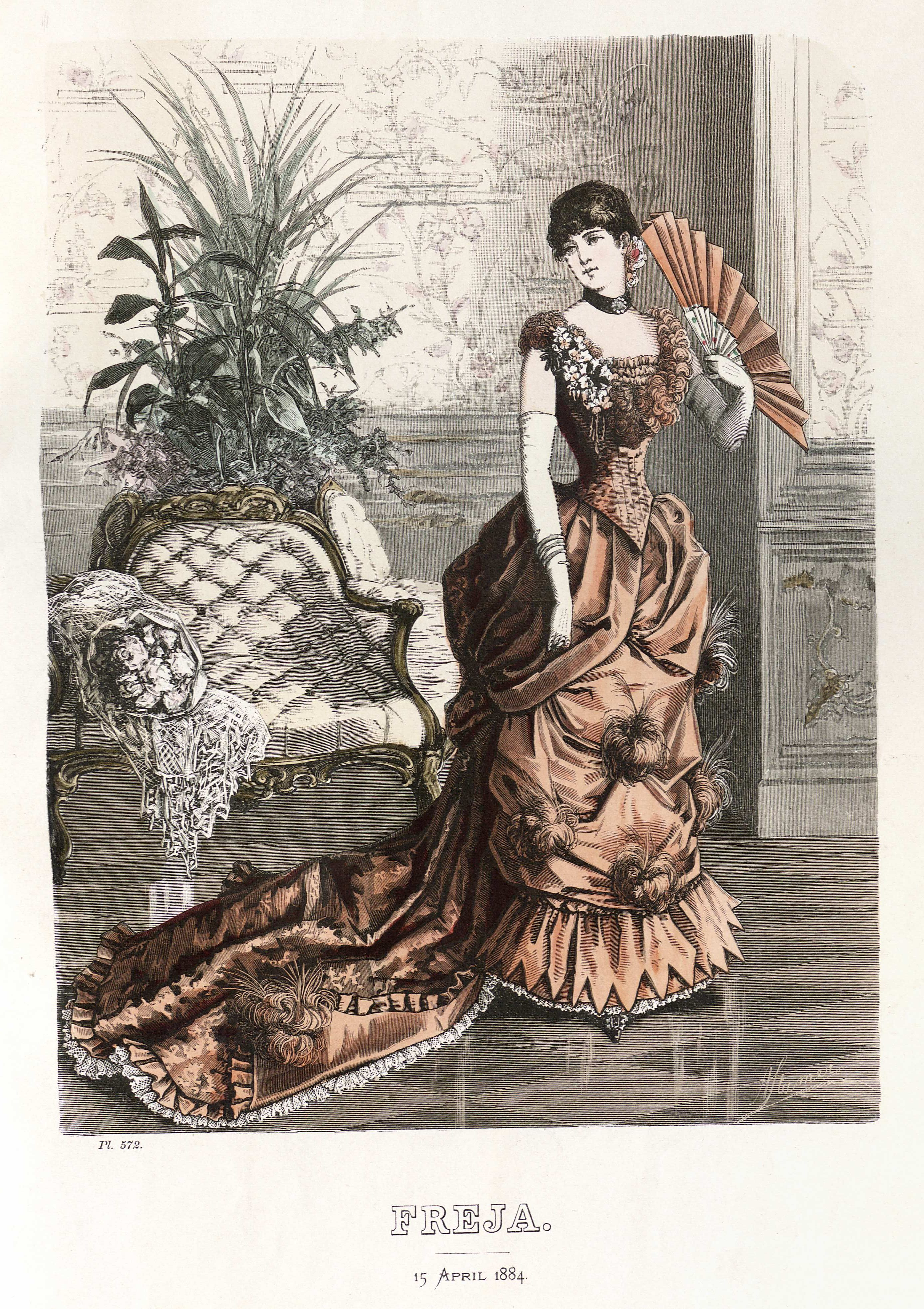
Freja- illustrerad skandinavisk modetidning 1884, illustration nr 8
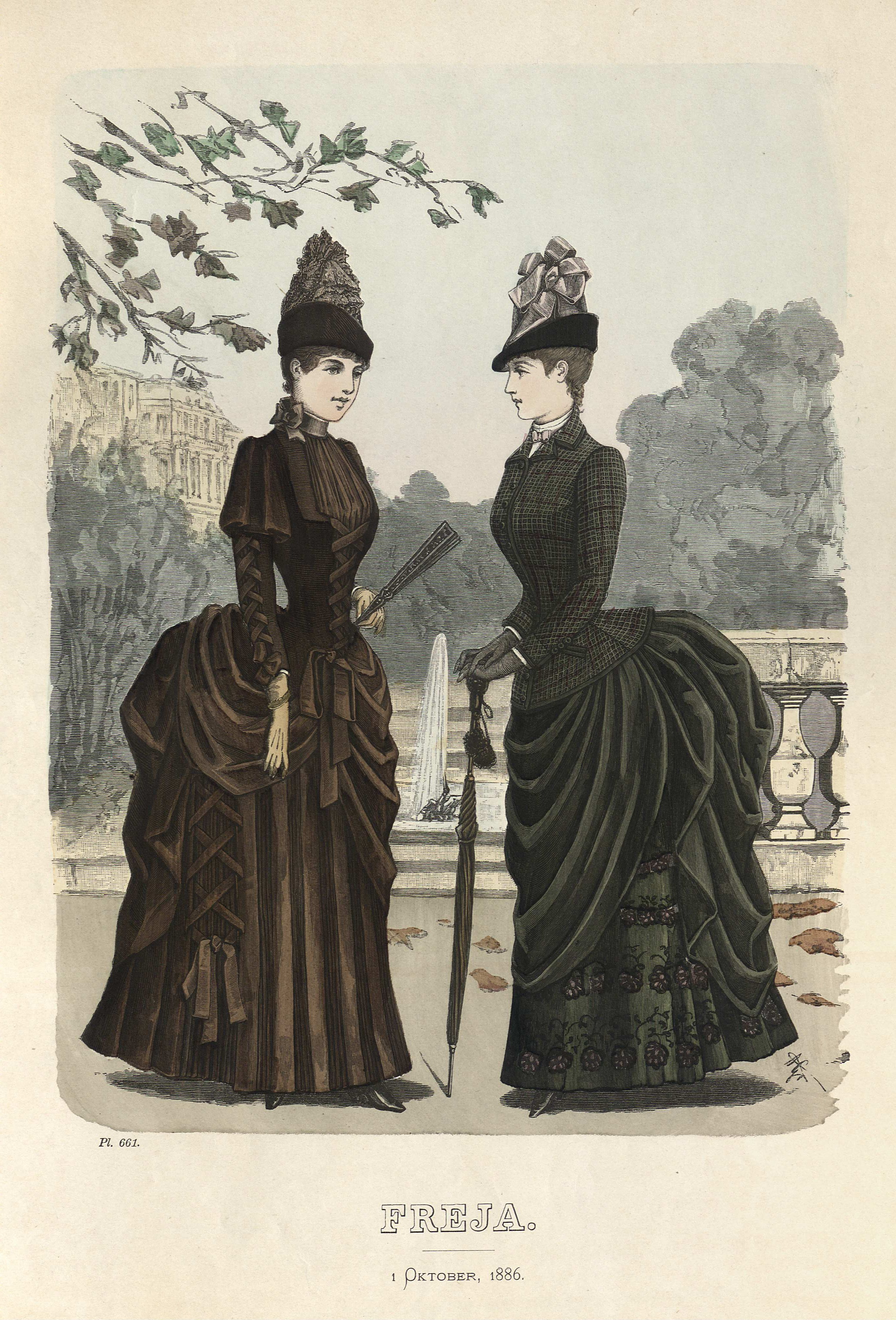
Freja- illustrerad skandinavisk modetidning 1886, illustration nr 19
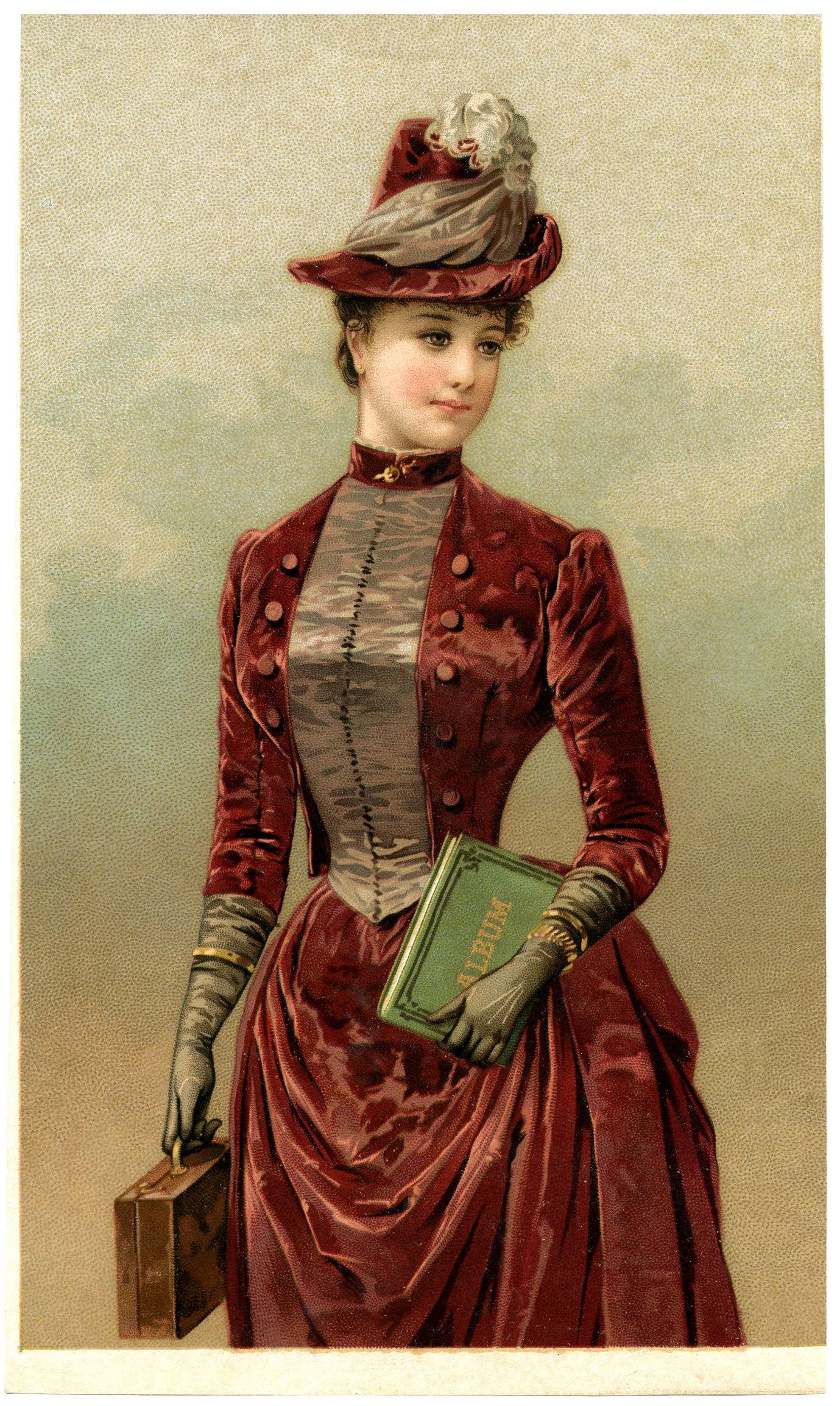
Fashionable woman, c.1886, in deep red dress and hat
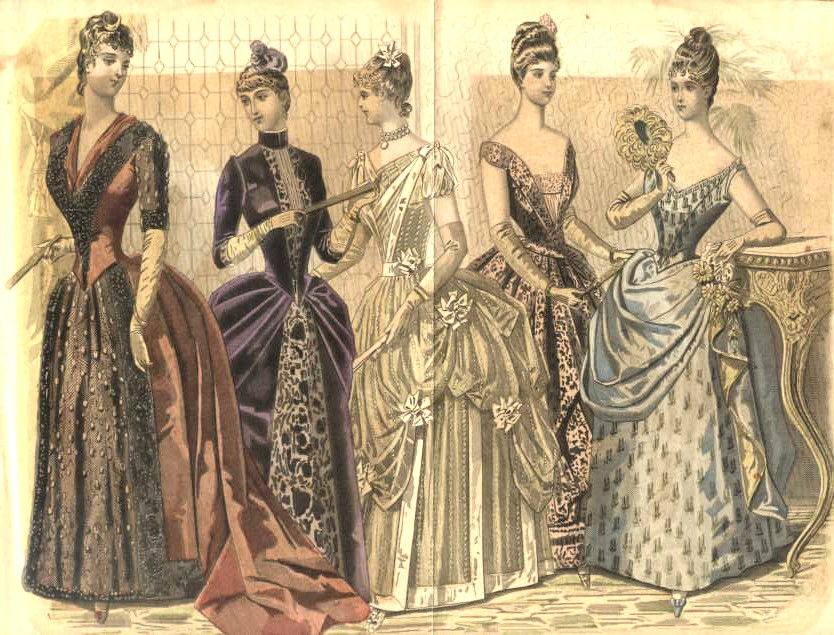
1888 Peterson's Magazine Fashion plate

## Herrmode
Under denna tid hade herrmodet industrialiserats av konfektionsindustrin som framställde billiga kostymer som var tillgängliga för män av ålla samhällsklasser, något som hade demokratiserat kostymen som en allmän klädedräkt för mannen i industrisamhället, samtidigt som en man ur överklassen demonstrerade sin status genom att få sin kostym uppsydd snarare än att köpa den, och en uppsydd kostym än mer sågs som kännetecknande för exklusivitet inom herrmodet.

### Klädedräkt
Herrmodet var i huvudsak mycket enkelt, avskalat och färglöst. Den tredelade kostymen med slips var nu den vanliga herrdräkten och bars gärna enfärgad i helsvart, brunt eller grått. Den enkelknäppta kostymen hade fortsatt hög hals, smala slag och knäpptes uppe vid kragen. Slipsen bars allmänt och oftare än flugan. 
Långbyxor bars vid alla tillfällen utom till sportkläder och hade inte längre någon hälla under foten. 
Smoking introducerades nu som mindre formell festdräkt och alternativ till den mer formella festdräkten frack. Till festdräkt bars fluga och vit väst. 
Olika typer av idrott blev nu alltmer moderna som fritidsnöjen och varje aktivitet började få sin speciella dräkt. En innovation var den så kallade Norfolk jacket, som bars till fritids- och sportkläder. Som fritidskläder bars gärna en vit kostym med halmhatt. 

### Hår och huvudbonad
Män var kortklippta och hade gärna skägg. Cylinderhatten användes under 1880-talet främst vid formella tillfällen och till festdräkt, medan plommonstopet ersatte den i vardagsdräkten. 

### Bildgalleri

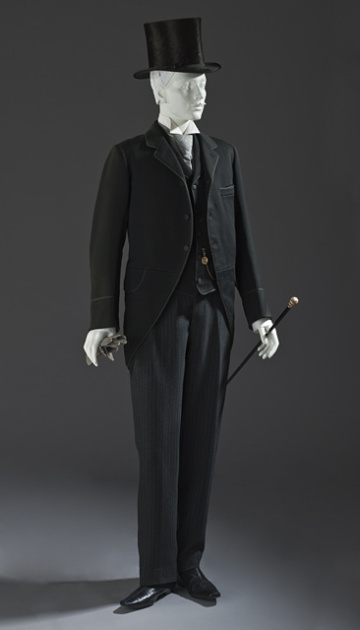
Man's Morning Coat and Vest LACMA M.2010.33.15a-b (1 of 3)
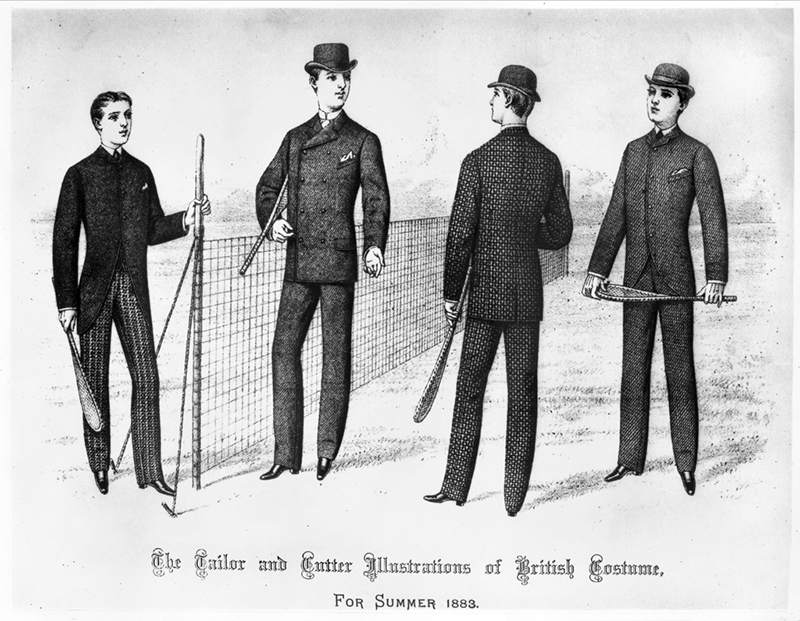
The Tailor and Cutter illustrations of British Costume. Brittiskt herrmode, sommaren 1883 - Nordiska Museet - NMA.0041539